# Александр Гіларій Полубінський
Александр Гіларій Полубінський, Александр Гілярій Полубенський гербу власного (видозмінений Яструбець) (нар. 6 серпня 1626 — пом. 3 листопада 1679) — князь, державний діяч Великого князівства Литовського та Речі Посполитої, підкоморій слонімський (1650—1654), підстолій великий литовський (1654), Писар польний литовський (1654—1668), Жмудський генеральний староста (1668—1669), великий маршалок литовський (1669—1679); староста вовковиський (1670), слонімський (1657—1665), ошмянський (1665—1668), бобруйський (1668), єзерищанський, велятицький (1674), економ берестейський (1657—1679).

## Життєпис
Народився Александр 6 серпня 1626 року, ймовірно, в родинному маєтку Деречині, походив із князівського роду Полубінських (Полубенських) власного гербу (видозмінений Яструбець). Був найменшим сином воєводи парнавського Костянтина Полубінського та Софії з Сапігів, доньки воєводи мстиславського Андрія Івановича Сапіги та Богдани з Шимковичів. Мав братів Ієроніма Костянтина, Костянтина Євстахія, Казімєжа та Ґабріеля, сестер — Катажину, Александру Констанцію, Кристину, Євфрозину та Петронелу.
Навчався Полубінський в Академіях Віленській, Замойській та Краківській. Близько 1643 року став покоєвим придворним короля Владислава IV. Своїй появі при дворі та розвитку подальшої кар'єри Александр завдячував своєму дядькові, підканцлерові литовському Казімєжу Левові Сапізі. Восени наступного 1644 року король відправив молодого придворного до Нідерландів і Франції «для вивчення мов, законів і тамтешніх звичаїв».

### Військова діяльність
У серпні 1648 року сформував хоругву зі 100 крилатих гусарів та очолив її як ротмістр. Розпочав військову службу під командуванням гетьмана польного литовського Януша Радзивілла. Під час Хмельниччини брав участь у військових діях 1648—1650 років в Україні. Зокрема, відзначився при взятті Мозиря (лютий 1649), у битві під Лоєвом (31 липня 1649) та битві під Білою Церквою (23 вересня 1651). На межі 1652/1653 років очолював три хоругви (гусарську, драгунську та козацьку) в литовському війську.
Брав участь у військових діях проти московських військ у Білорусі та Литві. Зокрема, відзначився у битвах під Шкловом (12 серпня 1654) і Шепелевичами (24 серпня 1654), облогах Нового Бихова та Могильова (на початку 1655 року). 17 лютого 1655 року король, за сприяння гетьмана польного литовського Вінцента Корвін-Госевського та підканцлера литовського Казімєжа Лева Сапіги, призначив Полубінського поручником королівської гусарської хоругви.
Під час Шведського потопу у жовтні 1655 року Александр Полубінський під командуванням польного гетьмана коронного Станіслава Лянцкоронського керував королівською гусарською хоругвою та брав участь у битві зі шведською армією під Войничем. 26 жовтня під Краковом разом із Александром Конецпольським, Яном Собєським і Дмитром Вишневецьким Полубінський присягнув на вірність шведському королю Карлу Х Густаву. На боці шведів воював проти прихильників Яна Казимира та брав участь у зимовому поході шведського короля проти курфюрста Бранденбургу.
2 лютого 1656 року в Мазовії Александр Полубінський зі своєю хоругвою перейшов на бік законного польського короля Яна Казимира, який повернувся з Сілезії. Полубінський 14 лютого в Бранську на Підляшші приєднався до загонів конфедератів під проводом воєводи вітебського Павла Яна Сапіги. У березні 1656 року став членом Тишовецької конфедерації. Він керував знаменитою гусарською атакою на другий день Варшавської битви 1656 року, брав участь у битві під Простками. На рубежі 1656—1657 років брав участь в облозі міста Тикоцина в Підляшші, 26 січня 1657 року керував гусарами при штурмі міста.
Влітку 1657 року воював проти військ Дєрдя II Ракоці на Волині й Поділлі. Зокрема, 23 червня під Чорним Островом війська Ракоці були оточені й розгромлені польсько-литовськими військами, внаслідок чого угорський князь капітулював під Меджибожем 23 серпня. Під актом про капітуляцію стояв підпис князя Александра Полубінського.
У листопаді 1658 року Александр Полубінський керував облогою та взяттям Мінська. Протягом 1659—1660 років воював у Інфлянтах, зокрема, відзначився під час захоплення замку Мітави (8 січня 1660). У складі дивізії Павла Яна Сапіги брав участь у битві під Полонкою (1660), облозі Борисова, визволенні Шклова й Орші, битві на річці Басі (1660), Кушліцькій битві (1661).
Після загибелі польного гетьмана литовського Вінцента Корвін-Госевського, Александр Полубінський був одним із трьох кандидатів на булаву польного гетьмана литовського. Проте, врешті-решт, гетьманську булаву отримав Міхал Казімєж Пац.
На межі 1663—1664 років Александр Полубінський брав участь у поході короля Яна Казимира на Лівобережну Україну, командував правим флангом литовського війська. 1664 року він знову брав участь у війні з Московським царством і на чолі литовської кавалерії був відправлений у похід на Сіверщину. Наприкінці невдалого походу супроводжував короля до Вільна.
Під час рокошу Єжи Себастьяна Любомирського Полубінський зберіг вірність королю. 1665 року очолював 5-тисячне литовське військо під час битви під Ченстоховою проти рокошан, потрапив у полон, де був змушений дати обіцянку, що ніколи більше не вестиме литовських військ на бій із коронним військом.
1666 року, незважаючи на королівський наказ, Александр Полубінський відмовився очолити похід литовського війська до Польщі проти рокошан. Король наказав розформувати гусарську королівську хоругву Полубінського, позбавив його звання поручника. Навесні 1666 року останній вдруге претендував на булаву польного гетьмана литовського. На сеймі в березні 1666 року більшість депутатів Посольської ізби підтримали його кандидатуру. Проте булаву отримав Владислав Волович.
1667 року після укладення Поляновського миру з Московським царством, відбулося скорочення литовського війська. Всі драгунські хоругви та королівська гусарська хоругва, якими керував Александр Полубінський, були розпущені. Залишилися лише козацька та татарська хоругви та драгунський ександрон.

### Сеймова та політична діяльність
1646 року Александр Полубінський повернувся на батьківщину після навчання. Обирався послом на сейми 1646, 1650, 1659, 1661, 1665, 1666 (весняний), 1667 і 1668 років.
Навесні 1650 року став підкоморієм слонімським. Від свого тестя Кшиштофа Володьковича 1653 року отримав у цесію староство велятицьке, а 1655 року — староство єзерищанське. 11 квітня 1654 року був призначений підстолієм великим литовським, уже в жовтні цього ж року став писарем польним литовським. 1657 року отримав за військові заслуги від короля доживотно держави Козяни та Загалля, староства гродські вовковиське та слонімське (1657—1665), також керував економією берестейською (1657—1679), був старостою рудобільським (1661), ошмянським (1665—1668).
На сеймі 1661 року був призначений депутатом від Посольської ізби до Скарбового Трибуналу Великого князівства Литовського.
На сеймах 1667 і 1670 років був визначений від Посольської ізби комісаром щодо оплати Війську Великого князівства Литовського. 1667 року отримав староство паричівське.
Король Ян Казимир 17 лютого 1668 року під час надання Полубінському бобруйського староства підкреслив його заслуги під час триденної Варшавської битви. У липні 1668 року був номінований на Жмудського генерального старосту, проте вагався із прийняттям уряду. На сеймі абдикаційному як посол від Ошмянського повіту 16 вересня 1668 року підписав акт, який підтвердив абдикацію Яна Казимира, як писар польний. Після цього підтримував кандидатуру царевича Федора на польський трон. Був електором Міхала Корибута Вишневецького 1669 року від Віленського воєводства, підписав вибір короля вже як староста жмудський.
11 листопада 1669 року був номінований на посаду маршалка великого литовського, проте ще принаймні до 15 липня 1670 року залишався жмудським старостою. Під час правління короля Міхала Вишневецького (1669—1673) Александр Полубінський був прибічником партії Паців під час їхньої боротьби з родами Сапігів, Радзивіллів та Огінських. У липні 1672 року разом із Пацами він підписав акт «конфедерації Віленської» проти опозиції.
1670 року отримав староства вовковиське та гайнавське, до кінця життя був також старостою колчицьким, ґловсевицьким, жичицьким, жидикайським. Був членом конфедерації кобринської литовського війська 1672 року. Під час елекції 1674 року став суддею Генерального каптурового суду. Підтримував кандидатуру московського царя Олексія Михайловича на польський трон. Був членом генеральної конфедерації, створеної 15 січня 1674 року на конвокаційному сеймі. Був електором Яна III Собєського від Новогрудського воєводства 1674 року, підписав його pacta conventa. Цього ж року отримав староство велятицьке.
У листопаді 1674 року великий гетьман литовський Міхал Казімєж Пац і все литовське шляхетське ополчення під Брацлавом перейшли на бік опозиції, проте князь Полубінський залишився на боці короля. Від 26 вересня 1674 року по 10 січня 1675 року як комісар Речі Посполитої бере участь у переговорах із московськими комісарами в Андрусові. 8 жовтня 1676 року від Сенату брав участь у засіданні Скарбового Трибуналу Великого князівства Литовського. 1677 року був призначений членом сеймової комісії щодо оплати та скорочення литовського війська. 1678 року став старостою вобольницьким. 1679 року отримав державу мостівську.
Помер 3 листопада 1679 року у Вогині, похований 7 грудня в Деречині.

## Маєтності та фундації
1645 року Александр Полубінський отримав від матері цесію на староство рудобільське, а також міста Деречин і Глуськ. 1649 року, після смерті першої дружини Зузани, отримав частину маєтку Дубно та маєток Гайтюнишки. З 1655 року був адміністратором Берестейської економії, отримав у спадок від дядька, підканцлера литовського Казімєжа Лева Сапіги, маєтки Дятлово, Явір, Вензовець у Слонімському повіті та Гори Великі, Горки та Шишово в Оршанському повіті.
1668 року отримав від тестя Кшиштофа Володьковича двір у Мінську.
1646 року отримав королівський привілей на проведення в Глуську тижневого ярмарку. Після зруйнування міста загоном козаків Івана Золотаренка (1655), фактично збудував нову фортецю з двома мурованими вежами, земляними валами, п'ятьма бастіонами та ровом, наповненим водою. 1662 року фундував Глуський бернардинський кляштор. У 1670-х роках під патронатом Полубінського у Глуську працював відомий тогочасний гравер Олександр Тарасевич, про що свідчить надпис на одній із його гравюр. Збудував домініканський костел у Деречині, 1679 року фундував кляштор домініканок у Вільні. У Деречині заснував філософські студії при домініканському монастирі. Збудував також церкви у В'язівцю, Деречині, Дятловому, Горках і Бобруйську.

## Сім'я
Був двічі одружений. Першою дружиною 1648 року стала Зузана з Хребтовичів (пом. 1649), донька Новогрудського воєводи Єжи Хрептовича та вдова Новогрудського воєводи Томаша Сапіги. Дітей не мали.
Вдруге одружився 1652 року з Зофією Констанцією з Володьковичів, донькою новогрудського воєводи Кшиштофа Володьковича. Мав із нею 6 дітей:
- Домінік Ян Міхал (пом. 1683) — староста вовковиський.
- Кшиштоф Константій (пом. 1685) — староста бобруйський, вовоковиський.
- Теодора — померла у дитинстві;
- Катажина — померла у дитинстві;
- Ганна Маріанна (пом. 1690) — дружина Домініка Міколая Радзивілла;
- Ізабела Гелена (пом. 1721) — дружина Єжи Станіслава Сапіги[pl][54].